# Полония (футбольный клуб, Свидница)
«Полония» (пол. Polonia Świdnica) — польский футбольный клуб из города Свидница.

## Прежние названия
- 23.07.1945 — КС [Клуб Спортивный] «Полония» Свидница (пол. KS [Клуб Sportowy] Polonia Świdnica)
- 1949 — КС «Будовляни» Свидница (пол. KS Budowlani Świdnica)
- 1951 — ЗКС [Заводский Клуб Спортивный] «Колеяж» Свидница (пол. ZKS [Zakładowy Клуб Sportowy] Kolejarz Świdnica)
- 1952 — ЗКС «Сталь» Свидница (пол. ZKS Stal Świdnica)
- 1953 — МКС [Междузаводский Клуб Спортивный] «Полония» Свидница (пол. MKS [Międzyzakładowy Klub Sportowy] Polonia Świdnica)
- 19?? — МКС [Муниципальный Клуб Спортивный] «Полония» Свидница (пол. MKS [Miejski Klub Sportowy] Polonia Świdnica)
- 01.07.2005 — МКС «Полония/Спарта» Свидница (пол. MKS Polonia/Sparta Świdnica) (после слияния с ФК «Спарта» Свидница)
- 8.08.2014 — МКС «Полония-Сталь» Свидница (пол. MKS Polonia-Stal Świdnica) (после слияния с ФК «Сталь» Свидница)

## История
После Второй мировой войны 23 июля 1945 в Свиднице был создан клуб, получивший название «Клуб Спортивный "Полония"» (Полония в переводе с латинского «Польша»). С 1946 года «Полония» Свидница участвует в польском чемпионате. Чемпионат Польши играли тогда по кубковой системе. Клуб сначала выиграл путевку из района Вроцлавской Окружной Федерации Футбола, а затем проиграл в 1/16 финала чемпионата Польши. В чемпионате Польши 1947 команда в групповой фазе соревновалась в Группе І, где заняла 5 место, но только клубы из первых 4 мест квалифицировались в новосозданную І лигу. В сезоне 1947/48 команда сначала вышла в отборочный турнир, в котором заняла третье место в группе III и получила право играть в 1949 году в новообразованной ІІ лиге (D2).
В 1948 решением польских властей много клубов расформировано и организовано отраслевые клубы вроде советских команд. «Полония» была приписана к строительной промышленности и в 1949 переименована в «Будовляни Свидница». После двух сезонов, проведенных во второй лиге, в 1950 году заняла девятое место и опустилась до региональной лиги. В 1951 году клуб переведен к железнодорожной промышленности и назывался «Колеяж Свидница», а в 1952 году к металлообрабатывающей промышленности и назывался «Сталь Свидница». В 1953 году возвращено историческое название «Полония Свидница».
В сезоне 1966/67 клуб получил право играть в группе I (Силезия) III лиги (D3), но занял наследственное пятнадцатый место и вернулся в региональный турнира. После долгого перерыва, только в сезоне 1991/92 клуб снова играет в третьей лиге, группа VII (Нижняя Силезия), где он закончил соревнования на высокой третьей позиции. В течение следующих нескольких сезонов, игроки боролись за повышение во вторую лигу и были близки повторить успех прошлого. В сезоне 1997/98 команда заняла пятнадцатое место в группе II (Нижняя Силезия) III лиги (Д3) и снова отправлена соревноваться на региональном уровне.
На рубеже XX и XXI века клуб переживал финансовые проблемы. В сезоне 2003/04 команда выиграла группу Свидница II класса B (D7), а в 2004/05 году заняла второе место в группе Валбжих II класса A (D6). Так как другой футбольный клуб из Свидницы «Спарта Свидница» (основан в 1995 году) играл в группе нижнесилезской IV лиги (D4), Полония решила повыситься в классе путём объединения с ним. В результате слияния 1 июля 2005, клуб переименован в «Полония/Спарта Свидница». Клуб продолжал традиции Полонии (первое слово в названии клуба, дата создания и герб), хотя играл вместо «Спарты» в IV лиге. В сезоне 2007/08 команда выиграла группу нижнесилезскую IV лиги, но в плей-офф к реорганизованной II лиги (Д3) потерпела поражение от Чарни Жагань (2:3, 1:2), в следующем сезоне 2008/09 заняла второе место в группе нижнесилезско-любуской III лиги, но в плей-офф во вторую лигу, снова проиграла, на этот раз минимально с Заглембе Сосновец (0:0, 0:1).
8 августа 2014 клуб ещё раз объединился, на этот раз с клубом из низшей лиги «Сталь» Свидница (основан в 1986 г.), который в прошлом сезоне занял восьмое место в группе Валбжих Окружной классы (D5). После слияния клуб переименован в «Полония-Сталь Свидница». Дата основания - 1945 и герб клуба отражает продолжение истории Полонии.

## Достижения
- 7 место во II лиге (D2): 1949
- 1/16 финала Кубка Польши: 1950/1951
- Обладатель Кубка Валбжиской Окружной Федерации Футбола: 1992/1993

## Известные игроки
- Януш Голь
- Ярослав Лято
- Аркадиуш Пех